# Homeland (Apartheid)

Südafrikanische Homelands

Als Homeland (deutsch: Heimatgebiet) wurden während der Apartheid in Südafrika und Südwestafrika (heute Namibia; siehe dazu Homelands in Südwestafrika) geographisch definierte Gebiete der Schwarzen bezeichnet, in denen ein traditionell bedingter und vorwiegend hoher Anteil schwarzer Wohnbevölkerung lebte und noch heute lebt. Mit der Schaffung von Homelands erhielt die Segregation, Isolierung und Aufsplitterung der schwarzen Bevölkerung eine räumlich-administrative Struktur.

## Überblick
Das Konzept der Rassentrennung setzten die Regierungsstellen auf der konzeptionellen Grundlage einer „separaten Entwicklung“ territorial sowie sozial durch und versuchten, formell unabhängige Staaten der Schwarzen in Südafrika zu schaffen. Den Homelandbewohnern übertrug man eine scheinbare Unabhängigkeit mit autonomer Verwaltung. Die Homelands blieben jedoch unter ökonomischer, administrativer, finanzieller und ordnungspolitischer Kontrolle der südafrikanischen Bantu Administration. De facto stellten sie lediglich vom übrigen Staatsgebiet abgetrennte und weitgehend selbstverwaltete Gebietseinheiten dar.
Die Schwarzen, die weiter in Südafrika arbeiteten und deshalb in Townships oder Wohnheimen wohnten, wurden im Zuge dieser Entwicklung zu Fremden in Südafrika. Sie besaßen dort kein dauerhaftes Wohnrecht und keine anderen Bürgerrechte mehr. Nicht in den Homelands lebende Schwarze wurden einer Ethnie zugeordnet, die mindestens einem der Homelands entsprach. Das führte im Zuge der von der südafrikanischen Regierung forcierten Unabhängigkeit der Homelands zu einer Zwangsausbürgerung der Betroffenen aus Südafrika. Mit diesem Vorgehen wurde versucht, das zahlenmäßige Übergewicht der schwarzen Staatsangehörigen Südafrikas zugunsten der Weißen zu ändern. Dieses politische Handeln wurde von den Vereinten Nationen verurteilt. Außer Südafrika erkannte kein Staat die Homelands als selbstständige Staaten an. Die südafrikanische Organisation ANC, die sich politisch und später auch militärisch gegen die Apartheid wandte, lehnte die Homelands stets ab.
Es gab zehn Homelands. Als erstes Homeland erhielt 1963 die Transkei das Recht, sich selbst zu verwalten. Vier Homelands wurden von Südafrika für unabhängig erklärt, als erstes 1976 die Transkei. 1994 wurden alle Homelands aufgelöst und in die neu geschaffenen südafrikanischen Provinzen integriert.
Im Verlauf ihrer Existenz haben sich die Flächen der Homelands durch Arrondierungen verändert. In den meisten Fällen gab es Gebietsgewinne. Nicht alle Planungen solcher Gebietsentwicklungen sind in vollem Umfang umgesetzt worden.
| Homeland       | National Unit   | Selbstverwaltung ab | Unabhängigkeit ab | Anzahl der Gebietscluster (1985) | schwarze Einwohner (1976) (andere Einwohner) | Fläche (1973) in km2 | Fläche (1976) in km2 | Fläche (1994) in km2 | Einwohner (1994) in Mio. | Hauptstadt (1994)       |
| -------------- | --------------- | ------------------- | ----------------- | -------------------------------- | -------------------------------------------- | -------------------- | -------------------- | -------------------- | ------------------------ | ----------------------- |
| Transkei       | Xhosa           | 1963                | 1976              | 3                                | 2.390.800 (20.300)                           | 38.713               | 41.000               | 43.654               | 3,39                     | Umtata                  |
| Bophuthatswana | Tswana          | 1971                | 1977              | 7                                | 1.154.300 (4.000)                            | 37.994               | 38.000               | 40.011               | 2,19                     | Mmabatho                |
| Venda          | Venda           | 1973                | 1979              | 2                                | 338.700 (600)                                | 6.182                | 6.500                | 6.807                | 0,61                     | Makwarela (Thohoyandou) |
| Ciskei         | Xhosa           | 1972                | 1981              | 1                                | 474.600 (4.200)                              | 9.421                | 5.330                | 8.100                | 0,87                     | Bisho                   |
| Lebowa         | Pedi            | 1972                | –                 | 8                                | 1.384.100 (3.400)                            | 22.476               | 22.000               | 21.833               | 3,1                      | Lebowakgomo             |
| Gazankulu      | Tsonga-Shangana | 1973                | –                 | 4                                | 333.000 (600)                                | 6.331                | 6.750                | 7.484                | 0,82                     | Giyani                  |
| QwaQwa         | Süd-Sotho       | 1974                | –                 | 1                                | 90.200 (300)                                 | 482                  | 480                  | 1.040                | 0,36                     | Phuthaditjhaba          |
| KwaZulu        | Zulu            | 1977                | –                 | 10                               | 2.691.200 (10.200)                           | 32.734               | 37.000               | 36.074               | 5,6                      | Ulundi                  |
| KwaNdebele     | Ndebele         | 1981                | –                 | 2                                | k. A.                                        | 202                  | 750                  | 2.208                | 0,64                     | KwaMhlanga              |
| KaNgwane       | Swasi           | 1981                | –                 | 2                                | 208.000 (600)                                | 2.084                | 3.700                | 3.917                | 0,76                     | Louieville              |

Mit dem Promotion of Bantu Self-Government Act (Act Nr. 46 / 1959) teilte das Apartheidsystem die auf dem Staatsgebiet von Südafrika lebenden afrikanischen Stammesgruppen in sogenannte National Units ein. Diese Einteilung erfolgte relativ willkürlich. Mit diesem Gesetz endete auch die parlamentarische Vertretung der Schwarzen durch weiße Abgeordnete im südafrikanischen Parlament, was faktisch einen letzten Abkopplungsschritt darstellte.

## Entstehung und Entwicklung

### Schritte zur Homelandbildung
Die Vorläuferstrukturen der ab 1945 institutionell vorangetriebenen Homelandbildung resultieren aus traditionellen Stammesgebieten und Absprachen aus früheren Kriegen zwischen den weißen und schwarzen Konfliktpartnern, auf deren Grundlage sich Regionen mit jeweiliger Mehrheitsbevölkerung herausbildeten. Die erste legislative Grundlage zur beginnenden Homelandentwicklung (damals native reserves genannt) erfolgte im Jahr 1923 mit dem Native Urban Areas Act, einem Gesetz, auf dessen Grundlage der Zustrom von nichtweißer Bevölkerung in städtische Gebiete kontrolliert und ihr Verhalten gesteuert werden sollte. Die unmittelbar wirkenden Rechtsgrundlagen zur Einrichtung der Homelands entstanden in Südafrika 1945 mit dem Bantu Areas Consolidation Act und 1950 mit dem Group Areas Act (1957 durch den Native Urban Areas Amendment Act ergänzt).
Von 1958 bis 1966 war der Soziologe Hendrik Frensch Verwoerd südafrikanischer Premierminister, aber seit 1950 bereits als „Minister für Eingeborenenfragen“ für diese Ziele zuständig. In seine Amtszeit fiel die Umgestaltung der Reservate in Homelands nach dem Vorbild der in Natal bereits im 19. Jahrhundert üblichen Politik der Native Administration. Verwoerds Ziel war, selbstständige Homelands zu verwirklichen, ohne jedoch die Schwarzen als billige Arbeitskräfte in der weißen Wirtschaft zu verlieren. Diese Politik der Trennung oder Segregation zielte darauf ab, die gesellschaftlichen Unterschiede und wirtschaftlichen Ungleichheiten zu rechtfertigen.
Mit der Homeland-Politik wurde ein großer Teil der Schwarzen ausgegliedert, nicht zuletzt, um einen von Schwarzen beherrschten Einheitsstaat zu verhindern. Verwoerd sprach vom multiracial unitary state. Er entwickelte eine viergleisige Politik, welche die Weißen, Schwarzen, Farbigen und Asiaten parallel nebeneinander fördern sollte. Er verstand diese Politik als Dekolonisationsprozess.
Des Weiteren wurden die Umsiedlungen forciert. Am stärksten davon betroffen waren schwarze Pächter sowie Besitzer sogenannter black spots (deutsch: „schwarze Flecken“, sinngemäß aber „gefährliche Problemgebiete“), wobei es sich um Schwarze handelte, die vor dem Natives Land Act (Act No. 27 / 1913) von 1913 Grund und Boden außerhalb der späteren Homelands gekauft hatten. Tausende städtische Schwarze wurden in die damaligen Reservate deportiert. Insbesondere Alte, Kranke und Schwache, die als unproduktiv galten, waren davon betroffen.

### Konstitutionelle Entwicklung
nach Manfred Kurz:
Konkrete Schritte zur Entwicklung selbstverwalteter Homelands aus den bestehenden Reservaten gab der Promotion of Bantu Self-Government Act No 46 von 1959 vor und legte die Grundlage zur Beraubung der schwarzen Bevölkerung von ihren südafrikanischen Bürgerrechten. Die unmittelbare Basis für den Verwaltungsaufbau in den Homelands entstand mit dem Gesetz Bantu Authorities Act No 68 von 1951. Es gab einen dreistufigen Verwaltungsaufbau vor.
Damit war die Basis gelegt, um die 42 bisherigen Reservate in acht Homelands zusammenzufassen, indem kleinere Bantu-Gebiete durch Landtausch an größere angeschlossen wurden. Später wurde die Zahl der Homelands auf zehn aufgestockt. Die Homelands beruhten zwar auf linguistischen und kulturellen Unterschieden, konnten den ethnischen Unterschieden jedoch nicht mehr so gut Rechnung tragen wie die Reservate. Die Machthaber der verschiedenen Bantu-Ethnien hatten gern eine „weiße Pufferzone“, um sich von anderen Gruppen der Bantu abzugrenzen. Diese Zonen gingen durch die Zusammenfassung mehrheitlich verloren.
Verwoerds Ideologie, wie auch diejenigen seiner Nachfolger, hatte vielseitige Folgen. Völlig neu war die Tendenz, die verschiedenen Bantu-Völker nicht als ethnische Einheit anzusehen, wie es bislang der Fall war, sondern als vereinzelte ethnische Gruppen. Eine schwarze Identität sollte vermieden, das Zusammengehörigkeitsgefühl geschwächt werden. Jedes Homeland erhielt einen weißen Kommissar (Commissioner), der als offizieller Vertreter der Regierung handelte.
Der Verwaltungsaufbau gestaltete sich nach der jeweiligen Entwicklung in den verschiedenen Homelands. Der von der obersten „Bantubehörde“ in Pretoria in Gang gesetze und kontrollierte Prozess verlief in drei Phasen:
- in den Territorien besteht eine Selbstverwaltung mit gesetzgebenden Vollmachten
- das Homeland erreicht den Status eines Self-Governing Territory within the Republic (deutsch: „Selbstverwaltetes Gebiet innerhalb der Republik“)
- das Homeland wird auf der Grundlage eines Gesetzes vom Unionsparlament zum unabhängigen Staat erklärt.

Die Homelands erhielten einen dreistufigen Verwaltungsaufbau. Das waren die Behörden:
- Tribal Authorities
- Regional Authorities
- Territorial Authorities

Gegen die Einführung von Verwaltungsstrukturen im Vollzug des Bantu Authorities Act regte sich in allen Homelands Widerstand. Dieser nahm an vielen Stellen den Charakter von Revolten an, da die Bevormundung durch den „weißen“ südafrikanischen Staat offenkundig wurde. Im Zuge dieser Proteste deportierten die Polizeikräfte Stammesoberhäupter oder gingen gegen die aufgebrachte ländliche Bevölkerung mit Maschinengewehren, gepanzerten Fahrzeugen und Militärflugzeugen vor. Massenverhaftungen waren die Folge, in deren Zusammenhang auch 11 Todesurteile verhängt wurden.
Mit dem Bantu Homelands Citizenship Act No 26 / 1970 schuf man eine gesetzliche Regelung für eine Staatsbürgerschaft in den Homelands (laut Gesetz: Transkei und andere „selbstverwaltete“ Gebiete), die jedoch keine internationale Verbindlichkeit hatte und nur innerhalb der Republik Südafrika eine Rechtswirksamkeit besaß. Das Gesetz sah auch die Ausgabe von eigenen Ausweispapieren für die Bewohner der von diesem Gesetz betroffenen Gebieten vor.

### Tatsächliche Stellung der Chiefs und anderer Eingeborenenautoritäten
Die hierarchischen Strukturen unter der indigenen Bevölkerung in den Homelands beruhten auf modifizierten Traditionen ihrer alten Stammeskulturen. Nach der überkommenen Rollenverteilung stand an der Spitze einer Ethnie ein oberster Häuptling (Paramount-Chief), im Falle der Zulu ein König. Die Ebene darunter bildeten regionale Häuptlinge (Chiefs). Von ihnen wurden die für kleinere Gebiete oder Siedlungen verantwortlichen Headmen beaufsichtigt. Diese Autoritäten standen in einem direkten Verpflichtungsverhältnis zu ihrer Bevölkerung. Bereits mit dem britischen Kolonialsystem war die damalige Eingeborenenverwaltung (Native Administration) erfolgreich in die traditionellen Machtstrukturen hineingewachsen. Demnach betrachtete man die Headmen und Chiefs als die bevorzugten Ansprechpartner, weil ihre lokale Autorität am stärksten ausgeprägt war. Diese Ausgangssituation griffen die Apartheidstrategen auf und modifizierten sie im Sinne der politischen Doktrin des Landes. Dies erfolgte mit Hilfe der Überlegenheit administrativer und haushaltspolitischer Instrumente des Staates, wodurch die Verantwortungsstrukturen der Chiefs von der Eingeborenenbevölkerung gelöst und der Bantu Administration zugeordnet wurden. Die damit verbundene strikte Abhängigkeit von der „weißen“ Oberherrschaft kehrte den ursprünglichen Bezug zur Stammesbevölkerung diametral um. Dem jeweiligen Magistrat, also der regional zuständigen Dienststelle des Eingeborenenministeriums, oblag die Führung und Kontrolle der Chiefs. In der täglichen Praxis erzog dieser sie zum vorauseilenden Gehorsam, der Kritik am Magistratshandeln ausschloss. Bei den Paramount-Chiefs oder dem Zulukönig versuchte die Behörde eine Strategie des Konterkarierens. Damit schwächte sie deren Einfluss auf die Chiefs aber vermittelte dem Stamm bzw. dem Volk den Eindruck, dass ihre oberste Autorität vermeintlich unabhängig handeln konnte.
Aus dem jeweiligen Magistrat der Bantu Administration kamen die Anweisungen für das Verwaltungshandeln der Chiefs. Diese „weiße“ Behörde betrachtete die Chiefs, traditionell mit relativ umfassenden Befugnissen ausgestattet, als unterste Verwaltungsebene und lediglich ausführendes Organ ihrer Politik. Bereits mit deren öffentlich vollzogenen Berufung demonstrierte man der Eingeborenenbevölkerung bis in die 1960er Jahre die tatsächlichen Machtverhältnisse auf eindrucksvolle Weise. Die Übertragung der Chieffunktion erfolgte durch den jeweils zuständigen Commissioner des Homelands und weiterer hoher Amtsträger aus dem Ministerium in einer nach ihren Maßgaben festgelegten Zeremonie. Nach der feierlichen Begrüßung des Chiefanwärters durch die Bevölkerung erklärte der Commissioner die Wahl, instruierte die Person zur verantwortungsbewussten Amtsausübung und forderte sie zur engen Kooperation mit dem „weißen“ Magistrat auf. Als Höhepunkt erklärte der Commissioner zusammen mit dem Paramount-Chief die vorgesehene Person in ihr neues Amt als eingesetzt. Bei den hierbei üblichen Reden stand die Aufforderung zur Loyalität gegenüber der „weißen“ Macht im Zentrum der Aussagen. Als symbolische Geste erhielten Chiefs mit der Amtseinführung eine Lederaktentasche überreicht, die ihre künftige Rolle als Beamter und Dienender im Apartheidssystem unterstreichen sollte. Loyalitätsverpflichtung und faktische Machtlosigkeit wirkten sich so weit aus, dass Chiefs bestraft wurden, wenn sie sich den Anordnungen des Magistrats widersetzten, sie kritisierten oder Missstände in der Vorgesetztenbehörde weiter meldeten. In anderen Fällen verwies die Administration sie an die von der Kritik betroffenen Beamten zurück.

## Verwaltungsstufen
Nach Manfred Kurz gliederte sich die Verwaltungshierarchie jeweils in die drei Ebenen Tribal-, Regional- und Territorial-Authority.

### Tribal Authorities
Tribal Authorities heißt im Deutschen „Stammesbehörden“ oder „Stammesverwaltung“. Der konstitutionelle Aufbau der frühen Homelandverwaltung beruhte in ihren untersten Ebenen auf den überlieferten Strukturen der Häuptlingsherrschaft (Chiefs), die zu dieser Zeit allerdings nicht mehr im vollen Umfang den ursprünglichen Stammesverhältnissen entsprach.
In den Homelands bildet der Chief mit einer beigeordneten Gruppe (der Rat) die unterste Behördenebene. Die meisten Ratsmitglieder wurden vom Chief bestimmt. Die restlichen Ratsmitglieder ernannte ein entsandter weißer Leihbeamter (Native Commissioner, später Bantu Commissioner). Diese Gruppen bildeten zusammen die sogenannten Tribal Authorities.

#### Hintergrund
Durch den wachsenden Anteil der Wanderarbeiter in der schwarzen Bevölkerung unterlag die Rolle der Chiefs als „Verwalter“ des traditionellen Stammeslandes bereits seit längerer Zeit einer erheblichen Wandlung und Schwächung und damit deren Autorität über die ursprünglichen wirtschaftlichen Erwerbsgrundlagen ihrer Untertanen. Sie waren Nachfolger der alten Häuptlings-Lineage.
Der ursprüngliche Gemeinschaftsgeist löste sich begleitet von einem rasanten Machtverfall der konservativ geprägten Chiefs auf. An diesem entscheidenden Punkt setzt das Konzept der Homelandpolitik nach den Apartheidskonzepten an. In der weißen „Bantuverwaltung“ des Staates, dem Department of Native Affairs, wurde ihre schwindende Machtstellung in einer Art und Weise aufgegriffen, dass der Tribalismus nach neuen Gesichtspunkten Förderung fand. In ihrem Bestreben nach der ursprünglich vorhandenen Macht und Autorität wurden die Chiefs in die staatliche Bantuverwaltung eingebunden und die Regierung nutzte sie mit deren Handlungsmustern zur Umsetzung ihrer Rassentrennungspolitik.

#### Ausschaltung von Bürgerrechten und Zunahme der Korruption
Im Zuge der schrittweisen Einführung der Apartheidsgesetze unterlief man mit Hilfe der Chiefs innerhalb der neuen Bantuverwaltungsstrukturen den vorhandenen Anspruch auf eine gleichberechtigte Stellung der schwarzen Bevölkerung als souveräne Staatsbürger Südafrikas. Die ursprüngliche Legitimation aus dem Kreise ihrer Bevölkerung auf Basis traditioneller Stammesdemokratie wurde endgültig aufgelöst. Die Chiefs erhielten ihre Autorität nun aus einer neuen Verwaltungshierarchie, die nach oben auf die Machtzentren der Apartheidspolitik zulief. Dieses System wird als indirekte Herrschaft der Weißen über die schwarze Bevölkerung, verbunden mit einer bedarfsweisen Gewaltausübung, bezeichnet.
Als verlängerter Arm der Apartheidspolitik verloren die Chiefs innerhalb der von ihnen nur noch scheinbar repräsentierten Bevölkerung schnell ihr bisheriges Ansehen. Dieser Zustand wandelte sich in eine weit um sich greifende Haltung von Verachtung und Ablehnung. Unter der schwarzen Bevölkerung verbreitete sich über die Chiefs eine Haltung, die mit einem Zitat als „betrunkene Analphabeten“ umrissen werden kann. Die Situation führte auch zu gewalttätigen Angriffen mit Todesfolge. Jene Ereignisse nahm die staatliche „Bantuverwaltung“ zum Anlass, die Chiefs mit Waffen und Sicherheitspersonal auszustatten.
Darüber hinaus förderte die Apartheidspraxis nach dem Prinzip divide et impera deren Herrschaft sehr großzügig, indem ihren Kindern und weiteren systemdienlichen Verwandten die Wege zu einer höheren Bildung eröffnet wurden. In zahlreichen Fällen erfolgten illegale materielle Begünstigungen, wie beispielsweise der Verkauf von Dienstvillen zu Minimalpreisen und die Überlassung von Land aus dem Vermögen des Bantu-Trust. In der Transkei erhielt deren späterer Staatschef Kaiser Matanzima und sein Bruder zwei Farmen zur kostenfreien Nutzung. Korruptionsvorgänge innerhalb der Chiefherrschaft wurden von den oberen Ebenen der (weißen) „Bantuverwaltung“ geduldet und bewirkten eine noch stärkere Bindung der Homelandexponenten an die herrschende Politik, was viele aus diesem Personenkreis zu gewissenlosen Opportunisten formte. Setzten sich die Chiefs gegen die Homeland-Politik zur Wehr, so wurde auf ihre traditionelle Position keine Rücksicht genommen. Getreu dem Vorbild aus Natal setzte man sie kurzerhand ab und ersetzte sie durch regierungsgetreue Männer.

### Regional Authorities
Die nächste Ebene über den Stammensbehörden waren die Regionalbehörden (Regional Authorities). Sie setzten sich aus den Stammesbehörden der Region zusammen. Der Vorsitzende war der älteste Chief oder ein von diesem Gremium vorgeschlagener Chief, der die Zustimmung des Ministers für Bantuverwaltung benötigte.
Die Rolle der Regionalbehörden bestand in einer beratenden Funktion für den Minister. Auf seine Entscheidung hin konnten ihnen Befugnisse zur Errichtung und Selbstverwaltung von Krankenhäusern, Staudämmen, Landwirtschaftsstrukturen, Verkehrswegen (außer Eisenbahnen) und Schulen übertragen werden.

### Territorial Authorities
Die oberste Ebene der Selbstverwaltung in den Homelands bildete jeweils die Territorialbehörde. Ihre Vertreter kamen aus den Regionalbehörden. Nach Erlangen des Status der Selbstregierung, wandelte man sie in Parlamente um. Mit Erreichen dieser Entwicklungsstufe bereitete die Bantu Administration von Pretoria den Schritt in die staatliche Unabhängigkeit vor.

## Ausbau der Homelands
Die Rassentrennungspolitik verlagerte die Armut von den Städten in die Reservate und späteren Homelands. Dementsprechend nahm die Bevölkerung seit 1900 und besonders 1913 (Natives Land Act, Act No 27 / 1913) in den Reservaten kontinuierlich zu. Kamen in den „weißen“ Gebieten Südafrikas später durchschnittlich 35 Personen auf eine Quadratmeile, so waren es in den Homelands um 1973 mit durchschnittlich 119 Personen (Werte zwischen 61 und 173) über dreimal so viele. Dieser Prozess wurde durch die starke Industrialisierung Südafrikas seit den 1930er Jahren stark beschleunigt. Dabei bildeten sich industrielle Ballungszentren mit entsprechend wachsender Wohnbevölkerung heraus.
Die Bevölkerung in den Homelands stieg zwischen 1948 und 1970 durch Zwangsumsiedlungen stetig an. Von 1960 bis 1970 waren es 1.820.000 Personen. Nach der Volkszählung im Mai des Jahres 1970 lebten in den Homelands 6.997.179 Menschen. Durch die Einteilung der schwarzen Bevölkerung Südafrikas in sogenannte national units waren alle schwarzen Personen gesetzlich einem Homeland zugeordnet, auch wenn sie nicht dort lebten. Dementsprechend belief sich die Homelandbevölkerung 1970 auf 15.057.952 Menschen.
Dafür sank die landwirtschaftliche Produktion in den Homelands innerhalb derselben Zeitspanne drastisch. Die landwirtschaftlich bebaubare Fläche nahm wegen der dichter werdenden Besiedlung, der durch Überweidung und durch Abbrennen von Weiden verursachten Erosion ab. Die Folge war eine massive Verarmung der Homelands und, auf der Suche nach Arbeit, ein wachsendes Abwanderungsbedürfnis der Bantu, im Wesentlichen der Männer, in die Städte. Nach Untersuchungen der Tomlinson-Kommission in den frühen 1950er Jahren waren 74 Prozent der Reservatsflächen von solchen Erosionserscheinungen erheblich betroffen. Im Jahre 1972 stellte man erneut an der Universität von Natal fest, dass über 70 Prozent der Flächen landwirtschaftlicher Nutzfläche von niedriger Qualität oder völlig ungeeignet sind.

## Auswirkungen der Homelandpolitik
Die eintretenden politischen Wirkungen im Zuge dieser Entwicklung führten zu einer völligen Umkehrung der Funktion aller Chiefs. Früher waren sie die traditionell-demokratisch autorisierten Vertreter ihrer Räte und der gesamten Gruppe/Stamm, denen sie zur Rechenschaft verpflichtet waren. Nun erhielten sie als Tribal Authorities bereits auf dieser unteren Stufe der Homelandadministration ihre Legitimierung durch die höhere Bantuverwaltung. Gleichzeitig wurde das auf der Verfassung beruhende Prinzip einer vom Volk demokratisch gewählten Legislative für diesen Teil der Südafrikaner wirkungsvoll ausgeschaltet.
Diese ausweglose Situation erzeugte in den Homelands eine massive Auswanderungsbewegung. Die Menschen strebten danach, der willkürlichen Chief-Despotie, zumal sie von ihnen nicht abwählbar waren, zu entkommen. Die unmittelbare Auswirkung war eine kaum noch zu steuernde Zunahme der Wohnbevölkerung in vielen Townships außerhalb der Homelands unter menschenunwürdigen Zuständen (informelle Siedlungen). Auf Grund dieser Entwicklung spitzte sich in Südafrika die politische Situation enorm zu und die Apartheidspolitik reagierte ihrerseits unter Verschärfung der Repression mit den Mitteln der Gesetzgebung, dem Einsatz bewaffneter Kräfte und polizeistaatlicher Maßnahmen. In einzelnen Townships kollabierten teilweise die öffentliche Ordnung, die Gesundheitsversorgung und das Bildungswesen.
Dies war jedoch nicht der einzige Grund, warum die Segregationspolitik auf rege Kritik stieß. Man warf den Verantwortlichen vor, die territoriale Trennung bringe lediglich einem kleinen Teil der Schwarzen einen gewissen Nutzen; insbesondere die außerhalb der Homelands lebenden Schwarzen verloren indes die letzten Reste ihrer ökonomischen und politischen Rechte, waren aber weiterhin von der Stadt abhängig, da die Homelands nur etwa ein Fünftel der schwarzen Bevölkerung ernähren konnten.
Diese Verhältnisse bereiteten schließlich die breite Grundlage für eine immer weiter wachsende Widerstandsbewegung in Südafrika unter der schwarzen, farbigen, indischstämmigen und unter einem kleinen Teil der weißen Bevölkerung. Der bis etwa 1960 überwiegend gewaltfreie Widerstand hatte seine ethisch-konzeptionelle Grundlage hauptsächlich in der Ausbildung vieler Akteure an früheren Missionsschulen und im engagierten Einsatz aus den Reihen der anglikanischen Kirche im In- und Ausland. Im zunehmenden Maße kam weitere internationale Unterstützung aus vielen Ländern der Welt hinzu.

## Homelands in der Unabhängigkeit

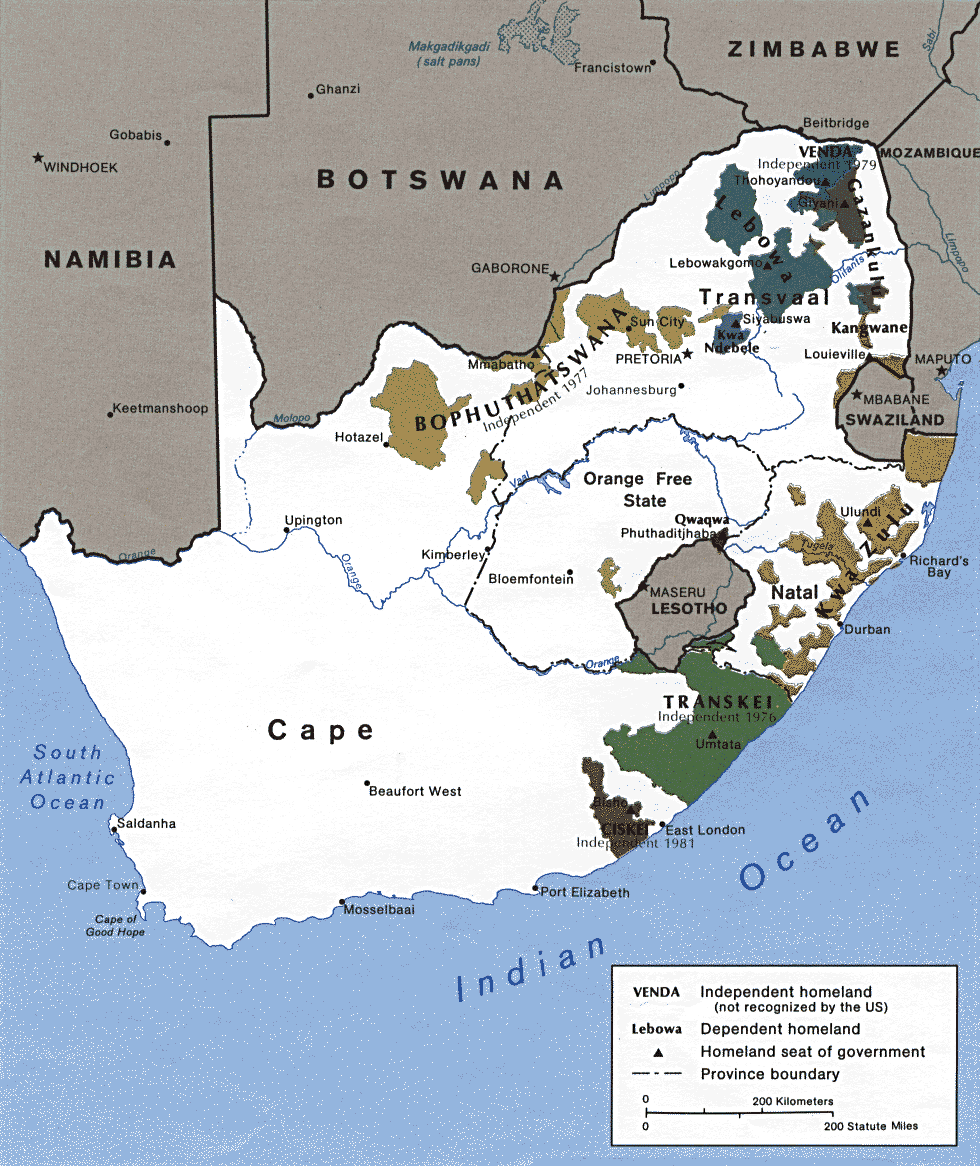
Homelands 1986

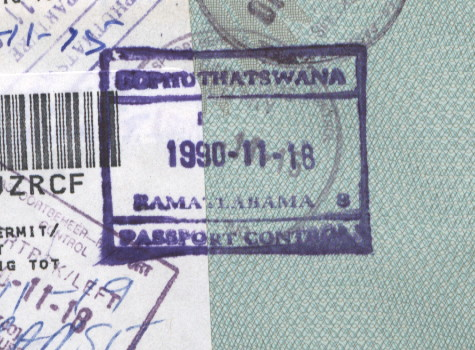
Stempel der Passkontrolle des Homelands Bophuthatswana

Eine volle staatliche Unabhängigkeit der früheren Reservate war von Apartheidspolitikern lange geplant. Staatspräsident Verwoerd benannte dieses Ziel im Verlaufe seiner Antrittsrede bereits im Januar 1959. Zur vorgesehenen Erlangung einer solchen staatlichen Unabhängigkeit für die Homelands sowie der damit verbundenen Abschaffung der jeweiligen und mit weißen und schwarzen Verwaltungsmitarbeitern besetzten Territorialbehörden verabschiedete das südafrikanische Parlament 1971 das Gesetz Bantu Homelands Constitution Act (Act No. 21 / 1971).
In den meisten Homelands wurden nach ihrer formellen Unabhängigkeit Wahlen durchgeführt. Außer der Transkei, wo die ersten Wahlen bereits am 20. November 1963 abgehalten wurden, fand in den anderen Gebieten diese Prozedur zur Schaffung von Homelandparlamenten erst in den 1970er Jahren statt.
Die Unabhängigkeit wurde erklärt für: 
- Transkei am 26. Oktober 1976 (vorbereitet durch den Transkei Constitution Act von 1963)
- Bophuthatswana am 6. Dezember 1977
- Venda am 13. September 1979
- Ciskei am 4. Dezember 1981

Als Gruppe werden diese vier Homelands mitunter als TBVC-Staaten (nach den Anfangsbuchstaben ihres Namens) bezeichnet.
Die meisten Homelands waren keine territorial geschlossenen Gebiete. Zusammenhängend waren Ciskei und QwaQwa, nicht zusammenhängend die Homelands Transkei, KwaZulu, Gazankulu, KwaNdebele, Bophuthatswana, Lebowa, Venda und KaNgwane. Es gab mehrfach sogenannte Konsolidierungsmaßnahmen, mit denen eine zentralisierende Gebietsgliederung der einzelnen Homelands verfolgt wurde.
Durch die Verabschiedung weiterer Gesetze arbeitete das Apartheidsregime darauf hin, alle Homelands in die Unabhängigkeit zu entlassen. Mit dem Bantu Homelands Citizenship Act von 1970 sollten alle Schwarzen nun Bürger eines Homelands werden, auch diejenigen, die außerhalb dieser Gebiete lebten. Die Bewohner der Homelands hatten somit zwei Staatsbürgerschaften: Eine interne, nämlich diejenige ihres Homelands, sowie eine externe, diejenige von Südafrika. Mit Eintritt der formal staatlichen Unabhängigkeit verloren die Bürger dieser vier Bantustaaten die Staatsbürgerschaft Südafrikas.
Mit dem Bantu Homelands Constitution Act (Act No. 21 / 1971) konnte die Regierung ein Jahr später in den Homelands verschiedene Stufen der Selbstverwaltung installieren. Die Schritte zur Selbständigkeit sahen folgendermaßen aus: Zuerst wurde eine gesetzgebende Versammlung als Vorläuferin eines Parlamentes eingerichtet. Diese war bevollmächtigt, in bestimmten internen Bereichen Gesetze zu erlassen. In einem zweiten Schritt, nach der Gewährung der internen Selbstregierung wurde der Exekutivrat (Executive Council) der Territorialbehörde zu einem Kabinett umgebildet, dem ein Chiefminister vorstand. Alle Portfolios, ausgenommen diejenigen der Verteidigung und der äußeren Angelegenheiten, wurden nun dieser Homelandregierung übertragen.
Ebenfalls 1970 wurde der Constitution Amendment Act erlassen, wonach der südafrikanische Staatspräsident eine oder mehrere afrikanische Sprachen als offizielle Landessprache anerkennen konnte.
Man muss deswegen von „Quasi-Unabhängigkeit“ sprechen, weil die Homelands zwar offiziell tatsächlich selbständig, jedoch wirtschaftlich massiv von Südafrika abhängig waren und somit niemals eigenständig wirken konnten. Etwa drei Viertel sämtlicher Einnahmen der Homelands stammten aus dem Regierungsbudget von Südafrika.
International wurden die vier oben genannten „souveränen Staaten“ denn auch nie anerkannt. Weitere Ethnien, allen voran die Zulu unter Mangosuthu Buthelezi, hatten sich erfolgreich gegen die Autonomie ihres Homelands KwaZulu gewehrt.
Staatspräsident De Klerk plante die Wiedereingliederung aller Homelands auf dem schnellstmöglichen Wege in das Staatsgebiet von Südafrika. Diesem Vorhaben widersetzte sich der ANC in den Verhandlungen mit dem Argument, dass die Eingliederung nur unter einer neuen, demokratischen Verfassung erfolgen solle und nicht unter den Regularien der Verfassung aus der Apartheidsperiode. Mit dem Ende dieses geschichtlichen Abschnittes in Südafrika wurden die Homelands schließlich am 27. April 1994 (Parlamentswahl vom 26. bis 29. April 1994) in die neun umorganisierten Provinzen der Republik administrativ integriert.

## Das Leben in den Homelands
1960 lebten rund zwei Fünftel aller südafrikanischen Schwarzen in Homelands. Bis 1985 stieg dieser Anteil auf etwa zwei Drittel. Dazwischen waren 3,5 Millionen Schwarze von städtischen Gebieten in die Homelands umgesiedelt worden. Die Fläche aller Homelands zusammengenommen umfasste rund zwölf Prozent des Staatslandes. Die Homelands waren jedoch nicht gleichmäßig im Staatsgebiet verteilt.

### Sozioökonomische Grundlagen
Die sozioökonomische Lage der Bewohner der südafrikanischen Reservate und späteren Homelands vermittelt nach mehreren Gesichtspunkten ein deutlich uneinheitliches Bild. Die aus den Vorgängergebieten, den Reservaten hervorgegangenen Homelands waren weitgehend von einer agrarisch geprägten Einwohnergesellschaft bewohnt. Dem ursprünglich von den eingewanderten Kolonisten, einer primär europäischen Wohnbevölkerung in den vom Handel sowie von Handwerk und Industrie geprägten Städten, standen die sich weitgehend selbst überlassenen Reservate gegenüber. Mit dem Wandel Südafrikas vom Agrar- zum Industrieland, besonders durch den südafrikanischen Bergbau stimuliert (Glen Grey Act), wuchs gleichzeitig der Bedarf an Billiglohnkräften. Dieser Bedarf konnte in dem ersten Drittel des 20. Jahrhunderts mit europäischen und amerikanischen Einwanderern aus dem Industrieproletariat dieser Länder nicht mehr gedeckt werden. Versuche zur Einbindung indischstämmiger Personen sowie die Anwerbung von Chinesen für den industriellen Sektor blieben weitgehend erfolglos. Daher entwickelte sich in der Wirtschaft und ihren politisch einflussreichen Vereinigungen ein verstärktes Interesse an den schwarzen Bewohnern der früheren Reservate als Arbeitskraftpotenzial. Deren Inanspruchnahme verstärkte den seit Ende des 19. Jahrhunderts anhaltenden Strom der Wanderarbeiter aus der schwarzen Bevölkerung in die Zentren der Industrie und in die Regionen der von weißen Farmern intensiv betriebenen Landwirtschaft. Die Erschließung von Lagerstätten mineralischer Rohstoffe oder deren erweiterte bergbauliche Nutzung in einigen wenigen Reservatsgebieten (z. B. Bophuthatswana) bewirkten dort einen Wandel zur Industriegesellschaft. Die angestammte und/oder zugewanderte schwarze Bevölkerung lebte oft unter extrem prekären Lebensbedingungen, beispielsweise in den Compounds. Andere wirtschaftliche Impulse ergaben sich aus einer regional verwurzelten Holz- und Farmwirtschaft (KwaZulu) und Textilverarbeitung (Ciskei). Als frühe Einflussnahme mit größerer Wirkung auf die sozioökonomischen Bedingungen in den früheren Reservaten diente der 1936 gegründete South African Trust.
Zu einschneidenden Veränderungen im sozialen und wirtschaftlichen Gefüge der künftigen Homelands kam es seit 1955 durch die Ergebnisse der Tomlinson-Kommission sowie auf der Basis weiterer, später entstandener Konzepte. Eingeleitete Vorhaben zur Entwicklung von Industrie- und Gewerbestandorten in und an den Grenzen der Homelands waren in vielen Fällen von Interessen der südafrikanischen Wirtschaft und ausländischen Investoren aus westlichen Industrieländern geleitet.
Eine zeitweilig stark propagierte industriepolitische Maßnahme war die Errichtung von border industrial areas (deutsch: „Grenzindustriegebiete“). Das waren mit öffentlicher Unterstützung geförderte und durch „weiße“ Initiative an den Grenzen und in Nähe der Homelands errichtete Industriezonen mit hohen Arbeitskräftebedarf. Die dort tätige Arbeiterschaft pendelte zur täglichen Arbeit aus den Homelandgebieten heraus und wieder zurück. Im Jahre 1960 wurde zur Standortsuche das Permanent Committee for the Location of Industry geschaffen. Darin waren Vertreter der Ministerien in Pretoria, der IDC und dem Economic Advisory Council (deutsch etwa: Wirtschaftsrat) des Premierministers vertreten. Das Motiv für solche Industrie- und Gewerbestandorte entsprang nicht einer Absicht zur Verbesserung der Lebensbedingungen in den Homelands, sondern leitete sich aus der wachsenden Zahl sich nahezu unkontrollierbar aufhaltenden, daher teilweise unerwünschten Arbeitskräften in den weißen Städten und ihren Townships ab. Letztere waren durch eine Überbevölkerung zunehmend „unbeherrschbar“ geworden oder näherten sich diesem Zustand. Mit dem Physical and Utilization of Resources Act von 1967 war es der Regierung möglich, differenzierte Maßnahmen mit Instrumenten der Raum- und Regionalplanung zu ergreifen, die beispielsweise für Umsiedlungen und Vertreibungen sowie für Infrastrukturmaßnahmen zugunsten neuer Industriegebiete eine gesetzliche Grundlage bildeten. Die ergriffenen Maßnahmen förderten in- und ausländische industrielle Interessen, ließen jedoch die Entwicklungsbedürfnisse der Arbeitskräfte weitgehend unberücksichtigt. Die beabsichtigte strukturelle Wirkung der Border Industry war eine „Industrielle Dezentralisierung“. Border industries entstanden in Nähe zu den Bantu areas (Bantu-Gebiete), ein Begriff, der hier ausschließlich für „schwarze“ Wohngebiete verwendet wurde, die als „Grenzgebiete“ eingestuft waren, da sie in der Nähe von Reservaten (Homelands) lagen. Soweto war demnach kein Bantu area und Johannesburg kein border area (Grenzgebiet), da es hier kein Reservat/Homeland gab. Stattdessen gestaltete sich die Lage in anderen Städten anders. Durban, East London, Pietermaritzburg, Pietersburg und Teile von Pretoria zählten als border area.
Um die Wirtschaftsentwicklungsziele der Regierung von Pretoria in den Homelands noch präziser bewirken zu können, wurde die Gründung mehrerer mit erheblichem Kapital ausgestattete Gesellschaften gegründet. Das waren beispielsweise die Bantu Investment Corporation (1959), Xhosa Development Corporation (1965), Bantu Mining Development Corporation (1969), Bophuthatswana National Development Corporation (1975), Transkei Development Corporation (1976), Ciskeian National Development Corporation (1976), Qwaqwa Development Corporation (1976) sowie weitere in den Homelands Venda, Lebowa und Gazankulu. In den 1970er Jahren kam es in einigen Vorständen zu einer partiellen Personalbesetzung, die auf Vorschlag der Homelandregierungen erfolgte.

### Bildungsstruktur
Das politische Konzept der Homelands war eng mit dem Bildungswesen verknüpft. Mit dem Bantu Education Act von 1953 wurde nicht nur eine minderwertige Bildung für die schwarze Bevölkerung in Südafrika verordnet, sondern auch auf ihre politischen Einstellungen Einfluss genommen. Die beabsichtigte niedrige Rate an akademischen Abschlüssen sollte nur dem kontrollierten Nachwuchs für die Selbstverwaltungsbehörden in den Homelands dienen.
Ein zentrales Ziel der Bildungspolitik war die Festigung der These von der „Rückbesinnung auf die Stammesgemeinschaft“. Obwohl diese demographisch-kulturelle Form durch die Industrialisierung und den enormen Anteil von Wanderarbeit im Land längst in Auflösung war, diente sie zur Zementierung der Chief-Strukturen und ihrer Einbindung in die Apartheidsverwaltung durch das Department of Native Affairs. Methodisch umgesetzt wurde dieses Prinzip mit der strikten Einführung des Muttersprachenprinzips in den Schulen der schwarzen Bevölkerung. Die Kritik sah darin eine Retribalisierung der südafrikanischen Gesellschaft, womit eine ethnische Fragmentierung auf dem Staatsgebiet befürchtet wurde. Die fortschreitende Homelandpolitik bestätigte mit ihren Folgen diese Kritik.
In den Homelands gab es staatliche Schulen und solche in der Verantwortung der Community-Verbände. Das System der im Land weit verbreiteten und politisch unabhängigen Missionsschulen hatte man ab 1953 weitgehend verstaatlicht. Eine Hochschulausbildung gab es nur in der Ciskei, am College of Fort Hare, dessen Arbeit wegen regierungskritischer Positionen und mehrfacher großer Studentenproteste ab 1959 auf der Grundlage des Gesetzes Fort Hare Transfer Act erheblich eingeschränkt wurde. Der im unabhängigen Geist einer über hundertjährigen anglikanischen Missionsarbeit wirkende Lehrkörper und die emanzipatorischen Traditionsgrundlagen dieser Einrichtungen machte sie in den Augen der Apartheidspolitik suspekt und sie erschien staatsgefährdend. Der ANC sah sich in den 1970er Jahren wegen der verschärften Repressionsmaßnahmen veranlasst, mit dem SOMAFCO-Camp eine zeitweilige Ersatzeinrichtung in Exilsituation auf dem Gebiet von Tansania zu gründen. Ein Teil der Lehrkräfte von Fort Hare folgte dieser Aktivität.

### Ethnische Zusammensetzung
Die Homelands waren in Hinsicht auf die unterschiedlichen Ethnien errichtet worden. Jede Ethnie sollte somit über ihr eigenes Territorium verfügen, das beinahe ausschließlich ihnen gehörte. Die Einteilung nach „ethnischen“ Gesichtspunkten geschah jedoch durch die Eingeborenenverwaltung und aus deren Blickwinkel. Zu diesem Zweck schuf man die Bezeichnung National Unit (deutsch: Nationaleinheit).
Laut des südafrikanischen Zensus von 1970 war Bophuthatswana das „ethnisch“ heterogenste Homeland. 68 Prozent der 880.000 De-facto-Einwohner gehörten den Tswana an. Die Nähe zum Industriegebiet mit hauptsächlicher Minentätigkeit rund um Pretoria-Witwatersrand zog weitere Ethnien an. So lebten in Bophuthatswana neben den Tswana, den rund 8000 Weißen, Farbigen und Asiaten auch etliche Xhosa, Pedi, Basotho, Shangana-Tsonga und Zulu. In den übrigen Homelands stellte jeweils eine einzige Ethnie fast die gesamte Bevölkerung: Die beiden Homelands Transkei und Ciskei bewohnten die Xhosa zu 95 bzw. 97 Prozent. In KwaZulu bildeten die Zulu mit 97,5 Prozent die Mehrheit, in Lebowa die Pedi mit 83 Prozent, in Gazankulu die Shangana-Tsonga mit 86 Prozent, in Venda die Venda mit 90 Prozent, in QwaQwa die Basotho mit 99,6 Prozent.

### Amtssprachen
Die Amtssprachen in den Homelands waren durch südafrikanische Gesetze aus den Jahren 1963 (Ergänzungsgesetz zum South African Constitution Act) und 1971 (Constitution Amendment Act, Act No. 1 / 1971) verbindlich geregelt. Demnach stellten Englisch und Afrikaans gleichberechtigte Amtssprachen dar. Der Staatspräsident bestimmte auf dem Verordnungswege die Anerkennung einer oder weiterer Bantusprachen als solche im jeweiligen „selbstregierten“ Bantugebiet in Ergänzung zu den genannten Sprachen.

## „Bantustan“
Der Begriff „Bantustan“ (zusammengesetzt aus „Bantu“ und dem persischen Suffix „-stan“) setzt persische Provinzen sowie viele Länder mit dem Suffix „-stan“ (Afghanistan, Pakistan u. a.) mit abhängigen, politisch instabilen Gefügen gleich und ist abwertend. Die Verwendung von „Bantustan“ an Stelle von „Homeland“ ist in wissenschaftlicher Literatur und Medienberichterstattung international üblich. Die Begriffsverwendung konzentriert sich dabei auf textliche Zusammenhänge, in denen eine kritisch-ablehnende Haltung zur südafrikanischen Homelandpolitik zum Ausdruck kommt. Bis 1948 war es in Südafrika üblich, die von der Regierung den Schwarzen zugewiesenen ländlichen Wohngebiete als „Reservate“ zu bezeichnen. Danach wechselte der Begriff zu „Bantustan“ und wurde 1959 durch „Homeland“ ersetzt. Später bezeichneten die offiziellen Stellen einige dieser Gebiete als „Nationalstaat“, weil während der Apartheid ihre formale Unabhängigkeit von Südafrika angestrebt wurde.
Der Begriff „stān“, Plural „stānhā“, bedeutet im Persischen nur ein „Land“, ohne einen negativen Beiklang; die abhängigen Homelands als „Bantustan“ zu bezeichnen, ist deshalb problematisch.
Auch der Begriff „Homeland“ wurde als Euphemismus angesehen, obwohl es sich entgegen der ursprünglichen offiziellen englischsprachigen Bezeichnung „Reserve“ allgemein durchgesetzt hat. Die in deutschsprachiger Übersetzung als „Heimatland“ bezeichneten Gebiete waren nicht für alle damit in Verbindung gebrachten Personen die tatsächliche Heimat. Durch die Gesetzgebung war die schwarze Bevölkerung per Ausweisdokument in sogenannte „national units“ (sinngemäß deutsch: „nationale Gruppen“) eingeteilt und unabhängig von ihrem gewöhnlichen Aufenthaltsort einem konkreten Homeland zugewiesen, das zu einem späteren Zeitpunkt eine volle staatliche Unabhängigkeit erhalten sollte.